# Skaneateles (Nowy Jork)
Skaneateles – miasto w Stanach Zjednoczonych, w stanie Nowy Jork, w hrabstwie Onondaga.